# EGNOS

Logo EGNOS

Piano delle stazioni terrestri del sistema EGNOS

EGNOS è l'acronimo di European geostationary navigation overlay system, ovvero Sistema geostazionario europeo di navigazione di sovrapposizione ed è un sistema sviluppato dall'Agenzia Spaziale Europea, dalla Commissione europea e da EUROCONTROL, costituito da una rete di satelliti e basi terrestri, per incrementare l'accuratezza e l'integrità dei dati del sistema GPS per applicazioni critiche come l'aeronavigazione o la navigazione attraverso strette zone di mare.
A partire dal 1º gennaio 2014 la gestione di EGNOS spetta all'agenzia del GNSS europeo, che è stata sostituita dalla nuova agenzia dell'Unione europea per il programma spaziale dal 12 maggio 2021.

## Descrizione

### Il sistema EGNOS
La sua funzione principale è quella del geoposizionamento ad alta accuratezza. Il tradizionale GPS, utilizzato anche per scopi civili, nacque originariamente per garantire la navigazione dei missili intercontinentali a testata nucleare, portandoli fin sopra l'obiettivo con un'approssimazione di circa 100 metri. Per le applicazioni rivolte alla sicurezza della persona, specie nei meandri delle aree urbane, occorre invece una precisione molto maggiore. L'accuratezza di EGNOS è di circa un metro.
Per capire meglio, ipotizziamo di trovarci su un campo da calcio, con un localizzatore GPS potremo trovarci geo-referenziati in un punto qualsiasi tra l'area di rigore avversaria e la porta della nostra metà campo. Con EGNOS, saremo in grado di localizzare la nostra posizione in un'area di incertezza non superiore a quella del cerchietto del centrocampo. Nel 2001 l'Agenzia Spaziale Europea (ESA) ha sviluppato la tecnologia SISNeT specifica per l'uso nelle aree urbane, che combina i sistemi di navigazione satellitare con le reti wireless e Internet. Si va dalle tradizionali applicazioni per PDA a strumenti equipaggiati con tastiera braille e sintetizzatori vocali per la guida ai disabili della vista o anche a semplici avvisi per i pedoni che tengono conto del moto dei veicoli in prossimità rilevato via satellite, o sistemi per il pedaggio nelle aree urbane a traffico limitato.
Il servizio dimostrativo TRAN sfrutta EGNOS per rilevare le informazioni sulla posizione degli utenti e interagisce inviando segnalazioni di servizi presenti a terra (da situazioni critiche a info turistiche). Un altro progetto dimostrativo è l'integrazione delle reti TETRAPOL con EGNOS per comunicazioni sicure in ambito professionale e di polizia. Il terminale mobile comunica la posizione dei veicoli in automatico, permettendo ad esempio l'integrazione con le mappe della città o il coordinamento di uomini e mezzi da un centro operativo unificato (oggi i mezzi di polizia e dei vigili del fuoco, ad esempio, hanno coordinamenti separati e spesso non geo-localizzati in tempo reale). Inoltre, un derivato di questo sistema permetterebbe di monitorare carichi pericolosi o offrire un modo per lanciare SOS da un'auto in panne o un'abitazione, guidando con precisione i soccorritori. È possibile integrare il sistema alla rete Internet, con ampie opportunità di servizi che possono essere sviluppati.

### Satelliti
In modo simile al WAAS, EGNOS è stato principalmente disegnato per l'aviazione, i cui utenti possono contare una ricezione diretta dei segnali dai satelliti geostazionari anche ad elevate latitudini. L'utilizzo di EGNOS a terra, specialmente nelle aree urbane, è limitata dalla relativamente bassa elevazione dei satelliti geostazionari: circa 30° sopra l'orizzonte per l'Europa Centrale e molto meno nel Nord Europa. Per risolvere il problema, l'ESA ha creato SISNet, un servizio basato su internet per fornire agli utenti i dati EGNOS senza interruzioni anche agli utenti a terra.
| Nome Satellite & Dettagli                  | NMEA / PRN          | Posizione | Stato    |
| ------------------------------------------ | ------------------- | --------- | -------- |
| Inmarsat 3-F2 (Atlantic Ocean Region-East) | NMEA #33 / PRN #120 | 15,5° O   | Ritirato |
| ARTEMIS                                    | NMEA #37 / PRN #124 | 21,5° E   | Ritirato |
| Inmarsat 4-F2 (Europe Middle East Africa)  | NMEA #39 / PRN #126 | 64° E     | In test  |
| Inmarsat 3-F1 (Indian Ocean)               | NMEA #44 / PRN #131 | 64,5° E   | Ritirato |
| Astra 4B (a.k.a. Sirius 5 or SES-5)        | NMEA #49 / PRN #136 | 5,0° E    | Attivo   |
| Astra 5B                                   | NMEA #36 / PRN #123 | 31,5° E   | Attivo   |

### Stazioni di terra

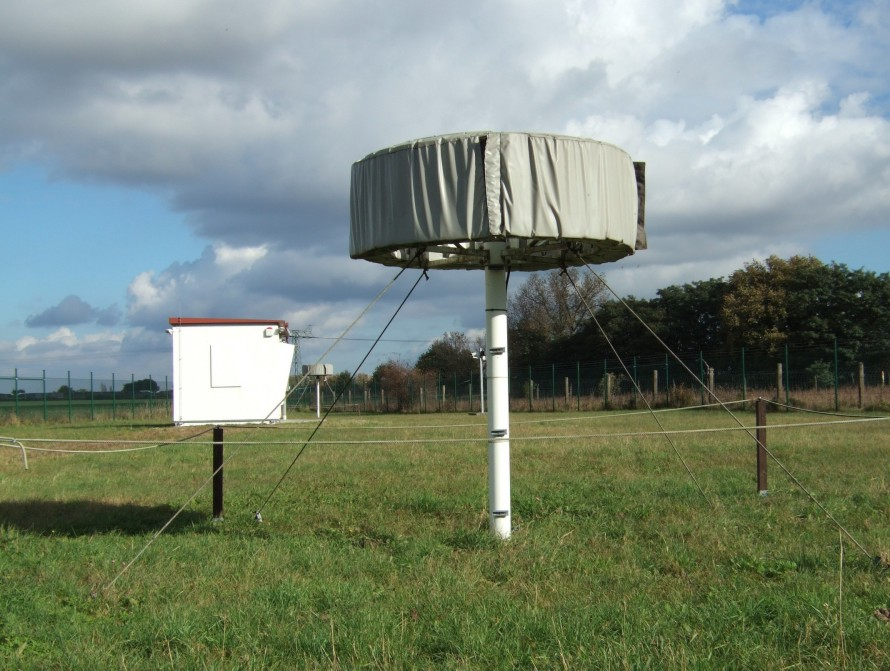
EGNOS RIMS BRN vicino a Berlino.

Sono presenti 44 stazioni di terra collegate per creare la rete EGNOS che consiste di:
- 34 RIMS (Ranging and Integrity Monitoring Stations) -  riceventi il segnale dai satelliti GPS;
- 4 MCC (Mission Control Centers) - processamento dei dati e correzioni differenziali;
- 6 NLES (Navigation Land Earth Stations) -  invianti i dati di accuratezza e affidabilità ai satelliti geostazionari per permettere agli utenti finali di riceverli.

## Aviazione
Esistono piani per sviluppare aiuti all'atterraggio per le linee aeree basati su EGNOS.